# François-Joseph Gossec
François-Joseph Gossec (su verdadero apellido era Gossé) (Vergnies (actualmente en Bélgica), 17 de enero de 1734 - Passy, 16 de febrero de 1829) fue un compositor francés.

## Biografía
François-Joseph Gossé nació en un pueblo francés enclavado en el Condado de Henao (condado que entonces estaba bajo dominio austriaco y actualmente es una provincia belga).
Estudió en Walcourt antes de entrar como cantor del coro de la catedral de Amberes, donde completó sus estudios musicales. Después residió en Bruselas y Lieja. Gossec se instaló en París donde fue violinista de la orquesta de Alexandre de La Pouplinière. Entre 1762 y 1770, en calidad de maestro de música, dirigió el teatro de Louis Joseph de Bourbon-Condé, Príncipe de Condé, en Chantilly. Después, sirvió como intendente de música del príncipe de Conti, Louis François Joseph de Bourbon-Conti.
Fundó el Concert des amateurs en 1769, que dirigirá hasta 1773. Entre 1773 y 1777, fue director del Concert Spirituel (una sociedad parisina, organizadora de conciertos). En 1780, fue nombrado subdirector de la Ópera de París y, tras la dimisión de Antoine Dauvergne en 1782, ocupó el cargo de director general, aunque sus poderes estaban muy limitados por la pugna entre el secretario de Estado y el comité de artistas. En 1784, dejó estas responsabilidades para dirigir el nueva Real Escuela de Canto. 
Durante la Revolución francesa se hizo muy popular y llegó a ser conocido como el músico oficial de la Revolución: se le consideró el inventor de la música democrática y del arte coral popular. Por esta razón, cayó en desgracia con la Restauración borbónica.
Fue amigo de Wolfgang Amadeus Mozart y fundó con el músico franco Grétry el Conservatorio de París, donde trabajó como inspector y también como profesor de Composición (de 1795 a 1814).
Gossec murió en 1829. Está enterrado en el Cementerio Père-Lachaise de París, junto a la tumba de su amigo Gretry.

## Obra

### Sinfonías
Gossec está considerado el padre de la sinfonía francesa. 
Sus casi 50 sinfonías (las primeras, anteriores a las de Joseph Haydn) contribuyeron al desarrollo del género en Francia. Su última sinfonía data de 1809: es la Sinfonía en 17 partes, compuesta para celebrar el vigésimo aniversario de la toma de la Bastilla.

### Óperas
Entre sus óperas destacan Le Pêcheur (1766), Toinon et Toinette (1767), Sabinus y Thésée.

### Música sacra
- La Nativité (1774, oratorio).
- Missa pro defunctis, también conocida como Grande Messe des morts o Requiem (1760). Es una obra novedosa, de gran belleza, que influyó en el Réquiem de Mozart y también en la Grande Messe des morts de Hector Berlioz.
- Messe des Vivants (1813).
- Te deum (1817).